# Oikopleura gaussica
Oikopleura gaussica är en ryggsträngsdjursart som beskrevs av Lúcia Garcez Lohmann 1905. Oikopleura gaussica ingår i släktet Oikopleura och familjen lysgroddar. Inga underarter finns listade i Catalogue of Life.